# Богомолов, Владимир Алексеевич
Влади́мир Алексе́евич Богомо́лов (9 июня 1943 года, Москва — 2012 год) — советский государственный деятель, дипломат, бывший Генеральный секретарь Конференции по Разоружению ООН.

## Происхождение
Родился в 1943 году и вырос в Москве на Старом Арбате. Отец — Алексей Васильевич Богомолов — автор свыше 150 изобретений в области связи и радио, полковник, во время войны ушёл на фронт, занимался обеспечением связи на фронте, один из старейших работников Московской городской радиотрансляционной сети (МГРС), где руководил ЦУС и вложил немало сил в радиофикацию Москвы. Мать — Марина Ивановна Богомолова (Никитина). Дядя — Сергей Иванович Никитин — погиб в декабре 1941 г. в боях под Москвой. Дед по линии отца из купцов Гусевых.

## Образование
Поступил в 1957 году в Московский Авиационный Приборостроительный техникум имение С.Орджоникидзе в Москве, окончил его в 1961 году с отличием и поступил на работу в Конструкторское бюро Туполева (п/я 116). Член КПСС с 1966 года.
В 1967 году поступил в Московский государственный институт международных отношений (МГИМО) МИД СССР и в 1972 году окончил его с отличием. В институте изучал английский и португальский языки, был секретарём партийной организации курса.
Кандидат экономических наук (1978)
В 1984 году окончил Дипломатическую академию МИД СССР.
Владел английским, французским, немецким, португальским и испанским языками.

## Государственная служба
C 1972 года на дипломатической службе в МИД СССР:
- 1972—1972 — стажёр Посольства СССР в Соединённом Королевстве Великобритании и Северной Ирландии.
- 1973—1975 — атташе Посольства СССР в Новой Зеландии.
- 1975—1978 — сотрудник центрального аппарата МИД СССР.
- 1978—1983 — второй секретарь, первый секретарь Посольства СССР в Мозамбике.
- 1983—1985 — сотрудник центрального аппарата МИД СССР.
- 1985—1991 — советник, сотрудник Политического департамента Секретариата ООН в штаб-квартире в г. Нью-Йорке, США.
- 1992—2005 — советник по политическим вопросам Департамента по вопросам разоружения, генеральный секретарь Конференции по Разоружению ООН[3].

С 2005 года на пенсии.
Похоронен в Москве на Останкинском кладбище.
Принимал участие в советско-американских переговорах по ограничению стратегических вооружений (ОСВ-II) в Вене, Австрия в 1975—1977 годах.
С 1991 года принимал активное участие в подготовке и принятии Конвенции о запрещении химического оружия, Конвенции о запрещении применения, накопления запасов, производства и передачи противопехотных мин и об их уничтожении, а также протоколов к Конвенции о запрещении или ограничении применения конкретных видов обычного оружия, которые могут считаться наносящими чрезмерные повреждения или имеющими неизбирательное действие. Являлся признанным экспертом по проблемам разоружения. Автор более 100 публикаций по проблемам мировой политики, международного права и разоружения.

### Избранная библиография

#### Книги
- Богомолов В. А. Экономика и политика Новой Зеландии. — М.: Мысль, 1978. — 140 с. — ISBN 852654.
- Богомолов В. А. Развитие сельского хозяйства Новой Зеландии в 70-х годах XX в. — Прошлое и настоящее Австралии и Океании. — М.: «Наука», 1979.
- Богомолов В. А. Лесото - прошлое и настоящее. — М.: ИНИОН, 1990. — 252 с.

#### Публикации в журналах и сборниках
- Bogomolov, Vladimir. Conference on Disarmament on Prevention of an Arms Race in Outer Space // Journal of Space Law. — 1992. — Т. 20, № 1. — С. 35—39.[5]
- Bogomolov, Vladimir. Prevention of An Arms Race in Outer Space: Developments in the Conference on Disarmament in 1992 // Journal of Space Law. — 1992. — Т. 20, № 2. — С. 137—141.
- Bogomolov, Vladimir. Prevention of an Arms Race in Outer Space: The Deliberations in the Conference on Disarmament in 1993 // Journal of Space Law. — 1993. — Т. 21, № 2. — С. 141—146.
- Bogomolov, Vladimir. Prevention of an Arms Race in Outer Space - Developments in the Conference on Disarmament in 1994 // Journal of Space Law. — 1995. — Т. 23, № 1. — С. 43—47.

## Факты
- Учился в МГИМО на параллельном потоке с Сергеем Викторовичем Лавровым, министром иностранных дел Российской Федерации[6].
- В 1979 году по поручению руководства посещал Королевство Свазиленд с целью установления дипотношений между СССР и Королевством Свазиленд[7].
- Внёс весомый вклад в установление дипломатических отношений СССР и Зимбабве — в 1980 году по поручению руководства СССР провёл переговоры с Президентом Зимбабве Робертом Мугабе (англ. Robert Gabriel Mugabe) в ходе которых были достигнуты договорённости по установлению дипломатических отношений между СССР и Зимбабве.